# Louang Prabang
 Louang Prabang, även stavat Luang Prabang, (lao: ຫລວງພະບາງ) är en stad i Laos, med en folkmängd på ca 50 000 invånare (2005). Från 1300-talet var staden under långa perioder huvudstad i riket Lan Xang, som geografiskt till viss del motsvarar dagens Laos. Legender berättar om stadens tillkomst. Prins Fa Ngum flydde till Angkor men återkom och med hjälp av en armé från Angkor tog han makten 1353 och valde Luang Prabang som sin huvudstad. Staden har fått sitt namn av en Buddhaskulptur (Phrabang Buddha) som togs till staden från Vientiane 1512. På grund av stridigheter flyttades huvudstaden 1563 till Vientiane. 
Louang Prabang upptogs 1995 på Unescos världsarvslista, och betraktas som ett unikt exempel på en blandning mellan den traditionella och koloniala arkitekturen. 
Staden, som ligger vid Mekongfloden 42 mil norr om Vientiane, är känd för den höga koncentrationen av buddhistkloster och buddhistmunkar. Idag finns där 33 tempel/kloster varav några byggdes redan på 1600-talet.

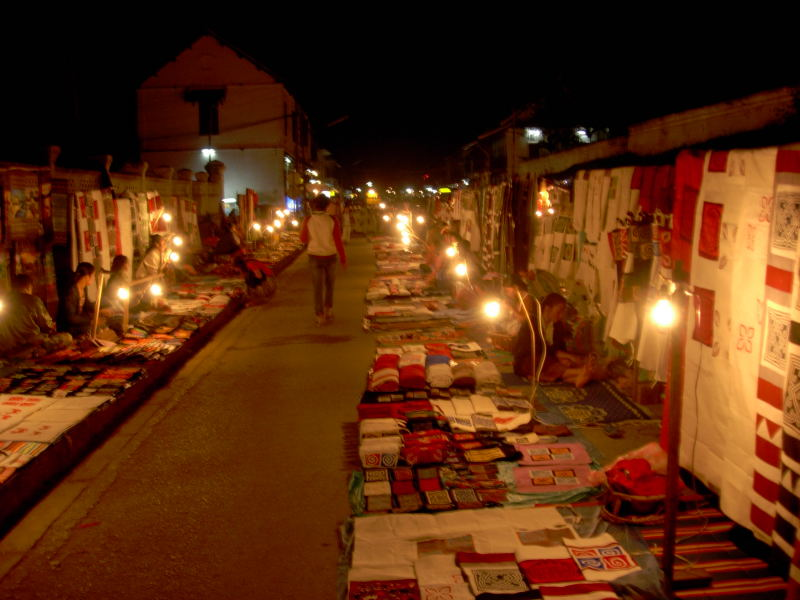
Nattmarknad

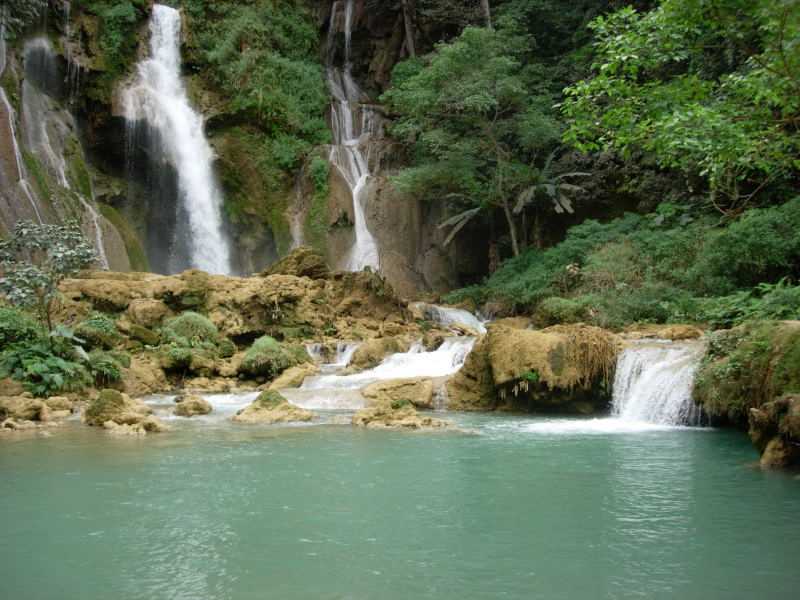
Vattenfall